# Рэмплинг, Годфри
Годфри Лайонел Рэмплинг (англ. Godfrey Lionel Rampling; 14 мая 1909 — 20 июня 2009) —   английский офицер и  спортсмен, участник летних Олимпийских игр 1932 (серебро в эстафете 4×400) и 1936 годов (золото в аналогичной дисциплине). Он отметил 100-летний юбилей 14 мая 2009 года и был самым старым из живущих на тот момент британским олимпийским чемпионом.

## Жизнь и карьера
Родился в Блэкхете, пригороде Лондона.
Рэмплинг был подполковником Королевской артиллерии, прикрепленной к НАТО, до выхода на пенсию в 1958 году после 29 лет службы. Его дочь Шарлотта Рэмплинг является знаменитой киноактрисой. По состоянию на октябрь 2007 года Рэмплинг был последним оставшимся в живых мужчиной-легкоатлетом, ставшим призёром летних Олимпийских игр 1932 года, и последним мужчиной-легкоатлетом, завоевавшим золото летних Олимпийских игр в Берлине.
Он отпраздновал свой столетний юбилей с семьёй 14 мая 2009 года в Буши (Хартфордшир), а чуть более, чем через месяц, ушёл из жизни там же в кругу родных и близких.